# Piękna i Bestia (film 2005)
Piękna i Bestia (org. Beauty and the Beast albo Blood of Beasts) – film przygodowy swobodnie bazujący na klasycznej baśni Piękna i Bestia. Akcja filmu osadzona jest w czasach wikingów.

## Treść
Król Thorsson wyrusza na wojenną wyprawę, której celem jest zdobycie wyspy Gunnear. Podczas walki z władająca wyspą Bestią, król dostaje się do niewoli. Ratuje go córka, księżniczka Freya, która zostaje na wyspie jako zakładniczka. W trakcie pobytu, po bliższym poznaniu zaprzyjaźnia się z Bestią.

## Główne role[2]
- Jane March – Freya
- William Gregory Lee – Sven
- Justin Whalin – Eric
- David Dukas – bestia / Agnar
- Greg Melvill-Smith – Thorsson
- Candîce Hillebrand – Ingrid
- Ron Smerczak – Ragnar